# Деніел Волш
Деніел Волш  (англ. Daniel Walsh, 31 травня 1979) — американський веслувальник, олімпійський медаліст.

## Виступи на Олімпіадах
| Олімпіада  | Дисципліна                     | Місце |
| ---------- | ------------------------------ | ----- |
| Пекін 2008 | вісімка розстібна зі стерновим | 3     |